# Uyunbilig Borjigidai
 (juin 2024).
Uyunbilig Borjigidai (chinois : 孛儿只斤 乌云毕力格 ; pinyin : bóérzhījīn wūyúnbìlìgé), parfois translittéré en Oyunbilig Borjigidai, né le 16 février 1963 dans la Bannière droite de Bairin, ville-préfecture de Chifeng, région autonome de Mongolie-Intérieure, en République populaire de Chine, est un mongoliste mongol chinois, originaire de Hohhot, en Mongolie-Intérieure[réf. nécessaire].
Il est également[réf. nécessaire] :
- Professeur de l'Université populaire de Chine (中国人民大学教授) ;
- Directeur adjoint de l'institut de recherche d'histoire et de langue d'Asie-centrale de (西域历史语言研究所副所长) ;
- Directeur de l'institut de recherche de l'histoire de la dynastie Qing et du centre d'étude des textes et documents en mandchou 清史研究所满文文献研究中心主任) ;

Il a été deux fois président de l'association de l'histoire mongole de Chine (兼中国蒙古史学会会长).
Il a publié plus d'une soixantaine d'articles, majoritairement sur les Mongols et l'Asie centrale.

## Formation
Il suit une formation universitaire jusqu'en 1988[réf. nécessaire] :
En 1984, il termine ses études dans la spécialité histoire et obtient sa licence d'histoire à l'Université de Mongolie-Intérieure.
En 1987, il obtient la maîtrise d'histoire mongole, et passe sa thèse d'histoire sous la direction de Yi Linzhen (zh)), toujours à l'Université de Mongolie-Intérieure.
En 1988, il termine ses études et obtient son doctorat à l'Université rhénane Frédéric-Guillaume de Bonn en Allemagne, dans la spécialisé des langues et cultures asiatiques, dans la spécialité des langues et cultures d'Asie centrale, ainsi que l'étude des mandchous et sinologie, il obtient également en doctorat de philosophie.

### Articles
- (en) Uyunbilig Borjigidai, « The Hoshuud Polity in Khökhnuur (Kokonor) », Inner Asia, Brill, vol. 4, no 2 - Special Issue: Tibet/Mongolia Interface,‎ 2002, p. 181-195 (résumé)

### liens externes
- Notices d'autorité :   - VIAF
  - ISNI
  - BnF (données)
  - IdRef
  - LCCN
  - GND
  - CiNii
  - Pays-Bas
  - Corée du Sud
  - WorldCat